# Повітненська сільська рада
Повітненська сільська рада  — колишній орган місцевого самоврядування у Городоцькому районі Львівської області з центром у с. Повітно.

## Загальні відомості
Історична дата утворення: в 1952 році. Водоймища на території, підпорядкованій даній раді: річка Верещиця.

## Населені пункти
Сільраді були підпорядковані населені пункти:
- с. Повітно
- с. Заверешиця
- с. Залужжя
- с. Зушиці

## Склад ради
- Сільський голова: Козак Галина Володимирівна
- Секретар сільської ради:
- Загальний склад ради: 16 депутатів

### Керівний склад ради
Примітка: таблиця складена за даними джерела

### Депутати
Результати місцевих виборів 2010 року за даними ЦВК
| № зп                                                | № округу                                            | Прізвище, ім'я, по батькові                         | Дата визнання обраним                               | Відомості про обраного депутата                     |
| Політична партія Всеукраїнське об'єднання «Свобода» | Політична партія Всеукраїнське об'єднання «Свобода» | Політична партія Всеукраїнське об'єднання «Свобода» | Політична партія Всеукраїнське об'єднання «Свобода» | Політична партія Всеукраїнське об'єднання «Свобода» |
| Самовисування                                       | Самовисування                                       | Самовисування                                       | Самовисування                                       | Самовисування                                       |
| --------------------------------------------------- | --------------------------------------------------- | --------------------------------------------------- | --------------------------------------------------- | --------------------------------------------------- |